# Велики северни рат
Велики северни рат, или Нордијски рат, је био рат између Русије и Шведске. Трајао је од 1700. до 1721. године.
Узрок рата био је територијално ширење Русије на Балтик гдје је највећа сила била Шведска. Сем Русије против Шведске су се бориле и Данско-норвешка унија, Саксонија и Пољска. Шведска је у овом рату имала помоћ Османског царства, али је поражена и морала је да се повуче са Балтика.
Рат је почео координисаним нападом коалиције на Шведску 1700. а завршио се 1721. Нистадским и Стокхолмским споразумом. Последица рата је крај шведске доминације на Балтику. Русија је заменила Шведску на месту доминантне силе на Балтику и постала је важан фактор у европској политици.

## Ток рата
Шведска је у 17. веку водећа балтичка сила. Већ почетком следећег века она не успева да одржи тај положај. Француска и Турска подржавају Шведску како би спречиле претензије осталих балтичких држава. Међутим, шведски краљ Карло XII (1697—1718) суочио се са коалицијом Русије, Данске и Пољске. Карло је био војник и себе је сматрао наследником Густава Адолфа. Дански краљ Фредерик имао је претензије на Холштајн-Готорп, пољски краљ Август Саксонски на Литванију, а Петар Велики је желео излаз на Балтичко море. У Северни рат су прво кренуле данске и саксонске трупе, јер је Петар био заузет ратом са Турском. Њихов напад завршен је неуспешно јер је Виљем III послао енглеско-низоземску флоту у помоћ Швеђанима. Трупе Карла XII продиру до Копенхагена, те Данска излази из рата. Карло одбија преговоре са Русијом, пребацује трупе преко Двине и упућује их ка Нарви, где су Руси 1700. године доживели тежак пораз. Карло се окреће Пољацима, прелази Двину и наноси им више пораза, али без одлучујуће победе. Августове понуде за мир остају без одговора. Карло жели да га уклони са пољског престола, али не успева до 1704. године, када је успео да присили Сејм да на Августово место доведе Станислава Љешчинског.
Уговором у Алтранштату из 1707. године Август се одриче права на пољски престо, а Станислав Љешчински постаје законити пољски краљ. У време ових операција, Руси освајају велики део шведских територија на Балтику. Карло се окренуо Петру Великом, не знајући да он спрема модерније опремљену војску од шведске. Његова одлука да се обрачуна са Русијом означила је крај шведске хегемоније на Балтику. На помоћ је Карлу пришао украјински хетман Мазепа. Хегемонија Шведске уништена је битком код Полтаве 1709. године. Велики број Швеђана гине у бици, а мали број, заједно са краљем, бежи у Турску. Русија је постала сталан члан европске политике, а Шведска нестаје као велика сила. Руске трупе заузимају балтичке области, Ригу и Финску. Дански и пољски краљ поново улазе у рат, а Сејм враћа Августа на престо. Уз интервенцију западних сила, миром у Хагу (1710), шведски поседи у Немачкој остају неутрални. То је резултат жеље сила да спрече деобу Шведске. Карло одбија тај предлог боравећи као султанов гост у Цариграду. Успева да наговори султана да Русији објави рат. Руска војска бива опкољена на Пруту и Петар је присиљен на капитулацију и одрицање од територија освојених на Црном и Азовском мору. Карло се враћа у Шведску, али гине децембра 1718. године. Краљица постаје његова сестра Улрика Елеонора. Мировни споразуми потписани су у Стокхолму 1719. и у Фредериксбургу 1720. године. Данска добија део Шлезвига, Август потврђује своје право на престо, Шведска се одриче Ливоније, Естоније, Карелије, Ингрије и тврђаве Виборг у корист Русије, а задржава Финску. Улрика се одрекла престола у корист свога мужа Фредерика I (1720—1751).